# Skogsblomflugor
Skogsblomflugor (Dasysyrphus) är ett släkte i familjen blomflugor med ett gul- och svartrandigt, getinglikt utseende.

## Kännetecken
Skogsblomflugor är små till medelstora blomflugor med en längd på oftast mellan 7 och 11 millimeter, men i norra Norrland kan mörka dvärgformer förekomma. De har en svart grundfärg med tre gula parfläckar eller band på bakkroppen vilket gör dem getinglika (se mimikry).  Bakkroppens undersida är gul, ibland med svarta fläckar. Ansiktet är gult och oftast med svart mittstrimma. Ögonen har ljus behåring. Ryggskölden är svartglänsande, ibland med grå strimmor. Vingarna är klara med tydligt brunt eller svart vingmärke. Flera andra släkten i underfamiljen Syrphinae är snarlika.

## Levnadssätt
Skogsblomflugor påträffas i öppna marker med närhet till skog. Larverna lever oftast på trädlevande bladlöss, ofta på barrträd. De kan i vissa fall också leva på växtstekellarver och fjärilslarver. De fullvuxna flugorna besöker många olika blommor. 

## Utbredning
Släktet har cirka 40 arter, varav 25 har palearktisk utbredning och 10 har påträffats i Norden.

## Systematik
Larverna påminner mycket om larverna i släktet Didea vilket tyder på ett nära släktskap. 

### Arter i Norden
| Svenskt namn               | Vetenskapligt namn | Auktor              | Utbredning i Norden                                                                   |
| -------------------------- | ------------------ | ------------------- | ------------------------------------------------------------------------------------- |
| Bandad skogsblomfluga      | D. albostriatus    | Fallén, 1817        | Götaland, Svealand, Norrlandskusten och fjällen. Danmark, Finland och södra Norge.    |
| Fyrstrimmig skogsblomfluga | D. eggeri          | Schiner, 1862       | Endast ett fynd i Södermanland.                                                       |
| Krokfläckig skogsblomfluga | D. friuliensis     | van der Goot, 1960  | Norra Svealand och Norrland. Norge och norra Finland.                                 |
| Gul skogsblomfluga         | D. hilaris         | Zetterstedt, 1843   | Från Skåne till Jämtland och Norrlandskusten. Danmark, Finland och längs Norges kust. |
| Polarskogsblomfluga        | D. nigricornis     | Verrall, 1873       | Nordligaste fjällen.                                                                  |
| Svarthårig skogsblomfluga  | D. pauxillus       | Williston, 1887     | Hela Norden utom Island.                                                              |
| Större skogsblomfluga      | D. pinastri        | De Geer, 1776       | Hela Norden, även Island.                                                             |
| Gåtfull skogsblomfluga     | D. postclaviger    | Stys & Moucha, 1962 | Enstaka fynd i fjällen.                                                               |
| Trebandad skogsblomfluga   | D. tricinctus      | Fallén, 1817        | Hela Norden.                                                                          |
| Praktfull skogsblomfluga   | D. venustus        | Meigen, 1822        | Hela Norden utom Island.                                                              |

## Etymologi
Dasysyrphus betyder hårig blomfluga, efter det grekiska ordet dasys som betyder hårig. Syrphus är ett släkte blomflugor, men kan också betyda blomflugor i allmänhet. Hårig syftar på att släktet har håriga ögon.